# Laguna de la Azufrera
La laguna de la Azufrera es un salar ubicado en la cordillera de los Andes a ambos lados de la frontera internacional que une la Región de Antofagasta y la Provincia de Salta, aunque solo una pequeña parte se encuentra al este. 

## Características
Es un salar de tipo "playa" con sedimentos salinos recubiertos por la laguna de poca profundidad en el sector oeste. La laguna está en la parte chilena y es más profunda hacia el este. 
El nombre de la laguna se debe a un yacimiento de azufre ubicado al sur de la laguna, en el volcán Azufre o Lastarria, del cual emanan constantes fumarolas. 
Las características morfométricas y climatológicas más relevantes de la laguna son:: II-275 
- altura: 4250 m
- superficie de la cuenca: 393 km²
- superficie de la playa y laguna: 7,7 km²
- superficie de la laguna: 3 - 4 km²
- precipitaciones: 180 mm/año
- evaporación potencial: 1630 mm/año
- temperatura media: 1 °C

## Historia
Luis Risopatrón lo describe en su Diccionario Jeográfico de Chile de 1924:: 59 
Azufrera (Laguna de la) 25° 05' 69° 31'. De mediana estension, es profunda i de sus bordes se desprenden surjidores de agua, algunos de 20 centímetros de diámetro con 17° C de temperatura, que no permiten la conjelacion del agua de sus contornos, apesar de que la temperatura del aire baja a veces hasta 31° C en el mes de abril; se encuentra al pié N del volcan Lastarria, a 4 235 m de altitud, hacia el NW del portezuelo del Azufre. 98, III, p. 156 i 202; 134; i 156; i del Azufre en 117, p. 247 i 256 mapa; i 161, II, p. 83.